# Tintinnabularia
Tintinnabularia es un género de fanerógamas de la familia Apocynaceae. Contiene cuatro especies. Es originario de Centroamérica donde se distribuye por México, Guatemala y Honduras.

## Descripción
Son lianas; tallos con secreción lechosa, glabros o glabrescentes; coléteres interpeciolares inconspicuos. Hojas opuestas, con coléteres en la base del nervio central del haz, usualmente con domacios en las axilas de las venas secundarias del envés, más rara vez ausentes. Inflorescencias en cimas umbeliformes, terminales, subterminales a rara vez axilares; brácteas inconspicuas. Flores con un cáliz de 5 sépalos, iguales a subiguales, foliáceos, con 1-2 coléteres en la base de la cara adaxial; corola infundibuliforme, sin estructuras coronales accesorias, el limbo actinomorfo, la estivación dextrorsa; estambres incluidos, las anteras conniventes y aglutinadas a la cabeza estigmática, con el ápice acuminado y filiforme; gineceo 2-carpelar, los óvulos numerosos; cabeza estigmática con 5 costillas longitudinales; nectarios 5, separados o connados en la base. Frutos en folículos apocárpicos, moniliformes; semillas numerosas, comosas y truncadas en el ápice micropilar.

## Taxonomía
El género fue descrito por Robert Everard Woodson y publicado en Annals of the Missouri Botanical Garden 23(2): 387–388. 1936. La especie tipo es: Tintinnabularia mortonii Woodson

## Especies
- Tintinnabularia grantissima J.F.Morales
- Tintinnabularia gratissima J.F.Morales
- Tintinnabularia mortonii Woodson
- Tintinnabularia murallensis J.K.Williams